# Temperówka

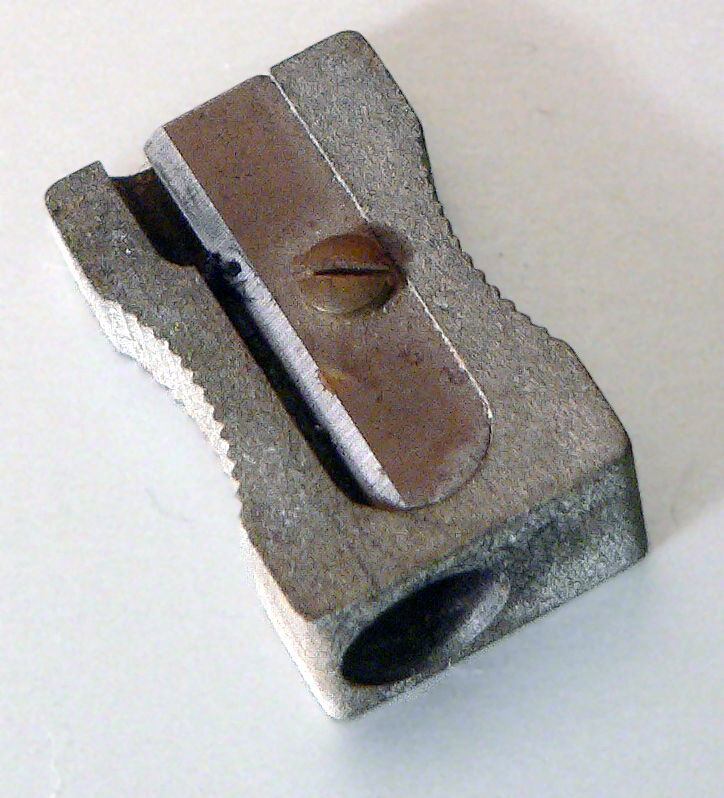
Temperówka

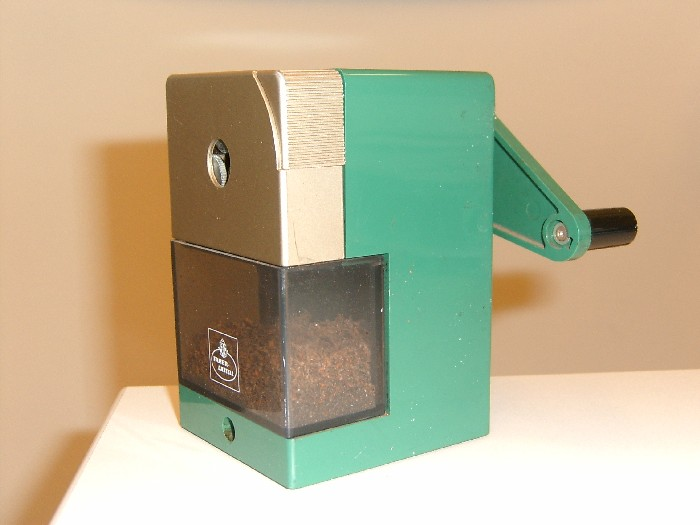
Temperówka na korbkę

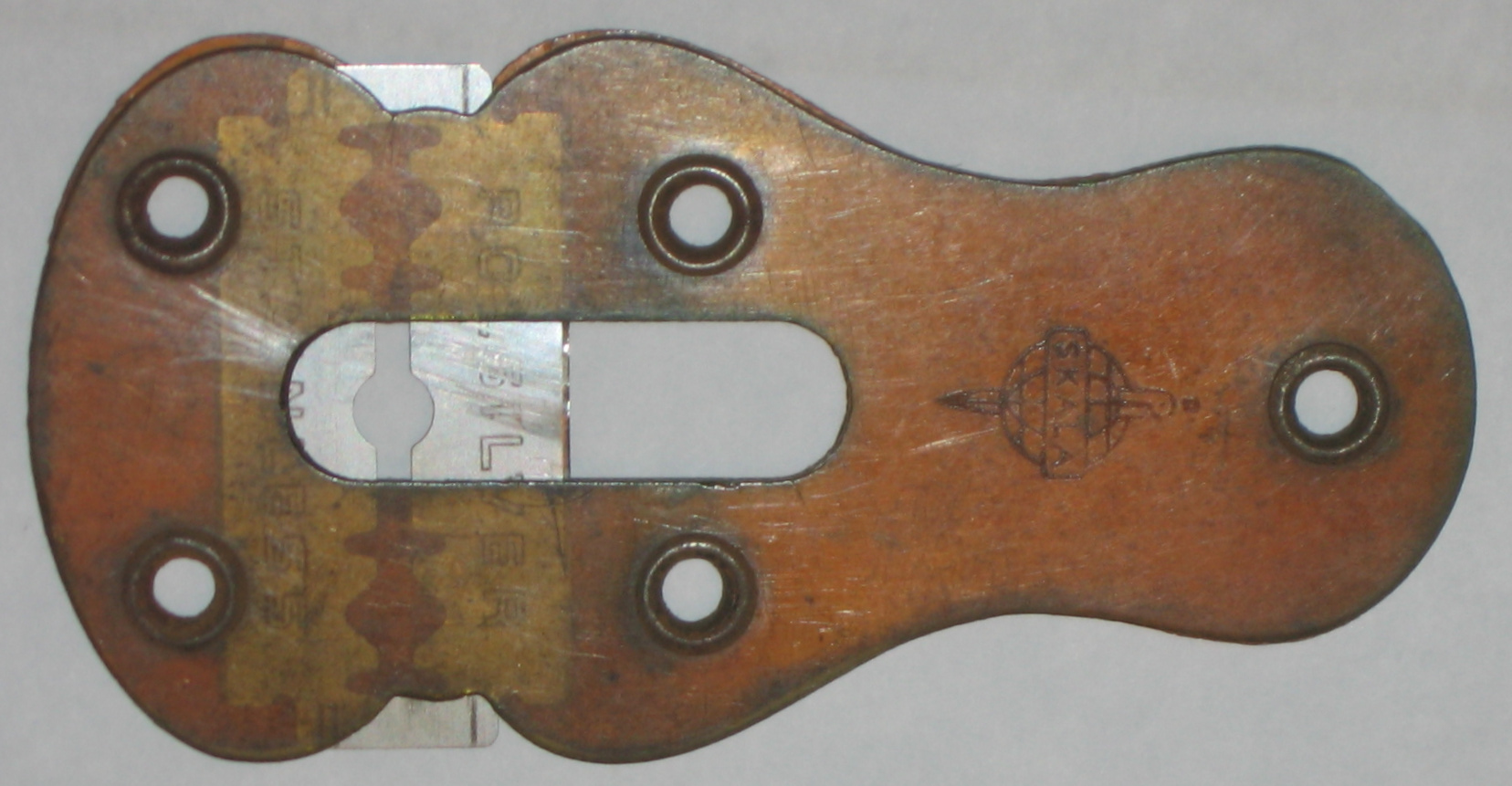
Temperówka z żyletką

Temperówka – niewielki przyrząd służący do temperowania (ostrzenia) przyrządów kreślarskich, np. ołówków, kredek. Temperówki ręczne najczęściej mają niewielkie ostrze umieszczone w uchwycie ze stożkowym otworem. Włożenie ołówka do tego otworu i obracanie go w nim powoduje skrawanie cienkiego wióra z drewnianej oprawy ołówka z jednoczesnym kształtowaniem – ostrzeniem – jego grafitowego rdzenia. Istnieją także temperówki, w których ołówek obracany jest przy pomocy specjalnej przekładni napędzanej ręczną korbką lub niewielkim silniczkiem elektrycznym.
Niektóre ołówki, zwłaszcza te, które nie mają typowego przekroju okrągłego albo sześciokątnego, tylko - jak na przykład ołówki stolarskie o przekroju zbliżonym do prostokątnego - nie mogą być ostrzone przez obracanie ich w takim przyrządzie. Do ich ostrzenia trzeba używać noża, albo temperówek o innej konstrukcji, np. z żyletką.

## Nazewnictwo
Temperówka, w zależności od regionu Polski i środowiska, ma wiele nazw potocznych, np.:
- naostrzyk (Górny Śląsk)[1],
- ostrzałka (Śląsk i Kujawy)[2][3],
- ostrzówka/ostrzółka (Śląsk i Kujawy)[4][1],
- ostrzynka (Pomorze Gdańskie)[5][3],
- ostrzyczka (Kociewie)[6],
- ostrzytko/oszczytko (Wielkopolska)[7],
- podstrugaczka/podstrugiwaczka (okolice Tarnowa)[8][3],
- strugaczka (Małopolska)[9][3],
- strugawka (gwary góralskie)[8][1],
- temperka (gwara uczniowska)[10],
- zacinaczka (okolice Krakowa)[1],
- zastróżka (okolice Częstochowy)[3],
- zastrugaczka/zastrugiwaczka (okolice Krakowa)[3][1].